# Bakbakan
Bakbakan is een bestuurslaag in het regentschap Gianyar van de provincie Bali, Indonesië. Bakbakan telt 5065 inwoners (volkstelling 2010).